# 纳塔莉·鲍威尔
纳塔莉·鲍威尔（英語：Natalie Powell，1990年10月16日—），生于梅瑟蒂德菲尔，英国女子柔道运动员，2014年英联邦运动会女子78公斤级金牌得主、2017年世界柔道锦标赛女子78公斤级铜牌得主。